# Curuguaty
Curuguaty , il cui nome per esteso è San Isidro Labrador de Curuguaty  è una città del Paraguay, nel dipartimento di Canindeyú.

## Popolazione
Al censimento del 2002 Curuguaty contava una popolazione urbana di 9.493 abitanti (57.387 nell'intero distretto), secondo i dati della Dirección General de Estadística, Encuestas y Censos.

## Origine del nome
Il nome della città deriva dal termine in lingua guaraní Curuguá, che indica una pianta molto diffusa nella zona.

## Storia
Curuguaty fu fondata il 14 maggio del 1716 dal capitano spagnolo Gregorio Bazán de Pedraza;  nella città nacque nel 1790 uno dei massimi protagonisti dell'indipendenza del Paraguay, il capitano Mauricio José Troche.
Nelle ultime fasi della guerra della Triplice Alleanza Curuguaty divenne la quarta ed ultima capitale della Repubblica del Paraguay.